# Gizilbundi
Gilzibundi fou el nom donat pels assiris a la regió de Qāflān-kūh (کوه قافلانکوه) la qual dominaven al final del segle ix aC. La regió de Qāflān-kūh (Kūh-e Qāflānkūh) és a la província de Teheran però al límit amb la de l'Azerbaidjan Oriental. Està a uns 130 km del centre de Teheran i a uns 65 km al sud de Qazvín.